# Титибуномия
Регбийный стадион Титибуномия (яп. 秩父宮ラグビー場 Титибуномия рагуби:-дзё:), также известный как Стадион имени принца Титибу — регбийный стадион, находящийся в токийском округе Аояма, в центре развития регби Японии, рядом со штаб-квартирой Японского регбийного союза. Получил имя в честь японского принца Титибу, более известного как Ясухито, брата императора Хирохито. Стадион используется для проведения матчей по классическому регби и регби-7. Планируется его снос в рамках подготовки к летней Олимпиаде 2020 года, на месте стадиона будет парковка..
Стадион оборудован индивидуальными пластиковыми сиденьями и обладает вместимостью в 27188 зрителей. Часть трибун являются крытыми, с 2003 года на стадионе присутствует электронное табло, которое было установлено незадолго до старта чемпионата мира в Австралии. 19 апреля 2007 года было объявлено об установке прожекторов в рамках подготовки к подаче заявки на чемпионат мира 2015 года и проведении ночных встреч, начиная с конца июля.

## История
Токийский регбийный стадион был открыт в 1947 году, в 1953 году ему присвоили имя принца Титибу (Титибуномия), скончавшегося 4 января того же года. В 1964 году здесь прошли матчи футбольного турнира Олимпиады в Токио. Принц Титибу был покровителем регби и некоторое время возглавлял Японский регбийный союз, в память о нём у стадиона была установлена статуя.
В августе 2007 года состоялась первая игра между сборной Японии и клубом регбийных звёзд «Азиатские Варвары», после которой Япония уже отправилась на чемпионат мира; позже здесь проводились матчи Топ-Лиги 2007/2008. 3 февраля 2008 года на стадионе планировалось провести два матча Топ-Лиги, однако из-за сильного снегопада матчи перенесли на 9 февраля. 26 октября здесь провела свой матч команда-хозяин «Сантори Санголиат» против «Тосиба Брэйв Лупус» при искусственном освещении, выиграв 10:3.
В 2012—2015 годах стадион принимал этап Мировой серии по регби-7, который был седьмым по счёту и проходил в конце марта — начале апреля. После сезона 2014/2015 этап больше в Японии не проводился и был заменён Сингапурским этапом.
Стадион примет матчи чемпионата мира по регби 2019 года и позже будет снесён в рамках программы по благоустройству Токио к Олимпиаде-2020.